# Romanus Adolf Hedwig
Romanus Adolf Hedwig, również Romano Adolpho Hedwigio, R.A.H (ur. 1772, zm. 1806) – niemiecki botanik i mykolog.
Był synem wybitnego briologa Johanna Hedwiga. Współpracował ze swoim ojcem wykonując ilustracje do opublikowanego w 1799 r. dzieła Filicum genera et species latestiori methodo accomodatae analytice descriptae. Poszedł w ślady ojca i również zajął się studiowaniem botaniki. Został profesorem botaniki na Uniwersytecie w Lipsku. Zaprzyjaźnił się z Augustinem Pyramusem de Candolle. Obydwaj uczeni często wymieniali między sobą korespondencję, a Candolle podziękował Hedwigowi za jego wkład w publikację de Candolle’a Flore française etc. … (1815).
R. Hedwig zajmował się głównie roślinami nagonasiennymi, paprotnikami, glonami i grzybami. Zmarł w wieku 34 lat. Sporządzony przez niego zielnik został w 1806 r. sprzedany, a część materiału została włączona do kolekcji jego ojca.
Przy nazwach naukowych utworzonych przez niego taksonów dodawany jest skrót jego nazwiska R. Hedwig.